# Waschbergzone
Die Waschbergzone, der auf österreichischem Staatsgebiet liegende Anteil wird auch Weinviertler Klippenzone, Niederösterreichische Inselbergschwelle oder Weinviertler Hügelland genannt, ist eine geologische Einheit im niederösterreichischen Weinviertel und in Südmähren (Jihomoravský kraj).

## Lage und Landschaft
Die Waschbergzone bildet einen Streifen, der sich vom Waschberg (388 m ü. A.) und Michelberg (409 m ü. A.) bei Stockerau über die Leiser Berge (Buschberg als höchste Erhebung 491 m ü. A.), die Staatzer Klippe (332 m ü. A.), die Klippen von Falkenstein (415 m ü. A.), den Schweinbarther Berg (337 m ü. A.) und den Šibeničník (238 m n.m.) bis zu den Pollauer Bergen (Děvín als höchste Erhebung 554 m n.m.) bei Mikulov erstreckt. Im Norden schließen die Pausramer Einheit sowie die Steinitzer Einheit an die Waschbergzone an.

## Geologie
Die Zone entstand, als zwei geologische Einheiten – die Molassezone und das Wiener Becken – im Zuge der Alpidischen Gebirgsbildung im unteren Miozän vor rund 17 Millionen Jahren aufeinander geschoben wurden. Dabei wurden autochthone Gesteine aus dem Untergrund abgeschürft, an die Oberfläche befördert und „schwimmen“ nun sozusagen in der umgebenden mergeligen Klippenhülle, ohne eine Verbindung zum kristallinen Untergrund zu besitzen (Durchspießungsklippen). Bei den abgeschürften Gesteinen handelt es sich in erster Linie um Jurakalk, aber auch mächtige Kristallinblöcke sind zu finden. Da diese Gesteine härter als die umgebende Molasse sind, welche schneller durch Verwitterung abgetragen wurde, entstanden im Lauf der Zeit markante Klippen, die der Landschaft der Waschbergzone ihre typische Prägung verleihen und zur Anlage von Wehranlagen dienten. Der Streifen trennt das westliche Weinviertel (Molassezone) geologisch vom östlichen Weinviertel (Wiener Becken).

## Naturschutz
Die Waschbergzone gehört zu den Natura 2000-Schutzgebieten (FFH).

## Bilder

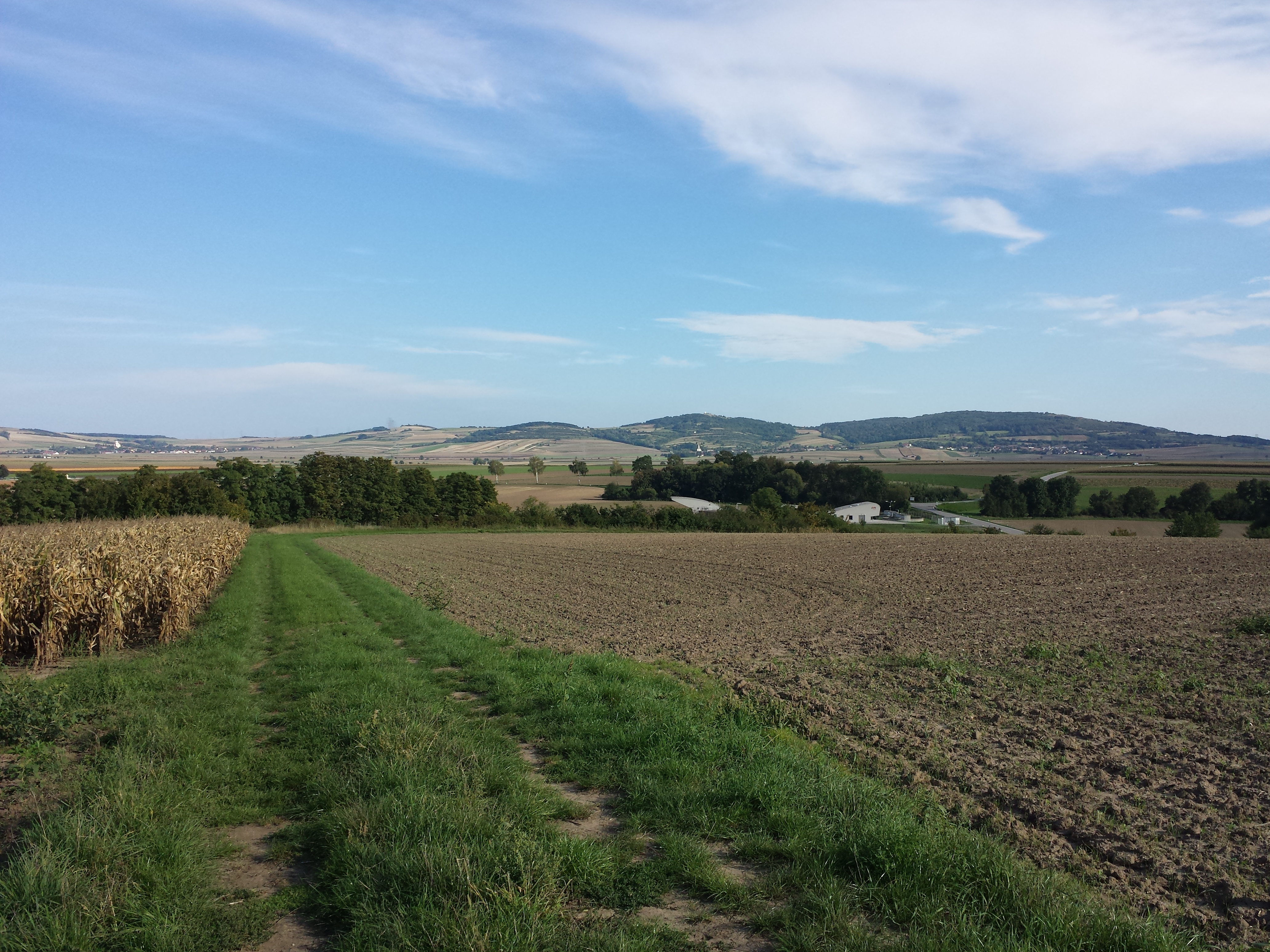
Blick von Westen auf die südliche Waschbergzone (Steinberg, Grillenberg, Michelberg, Waschberg)
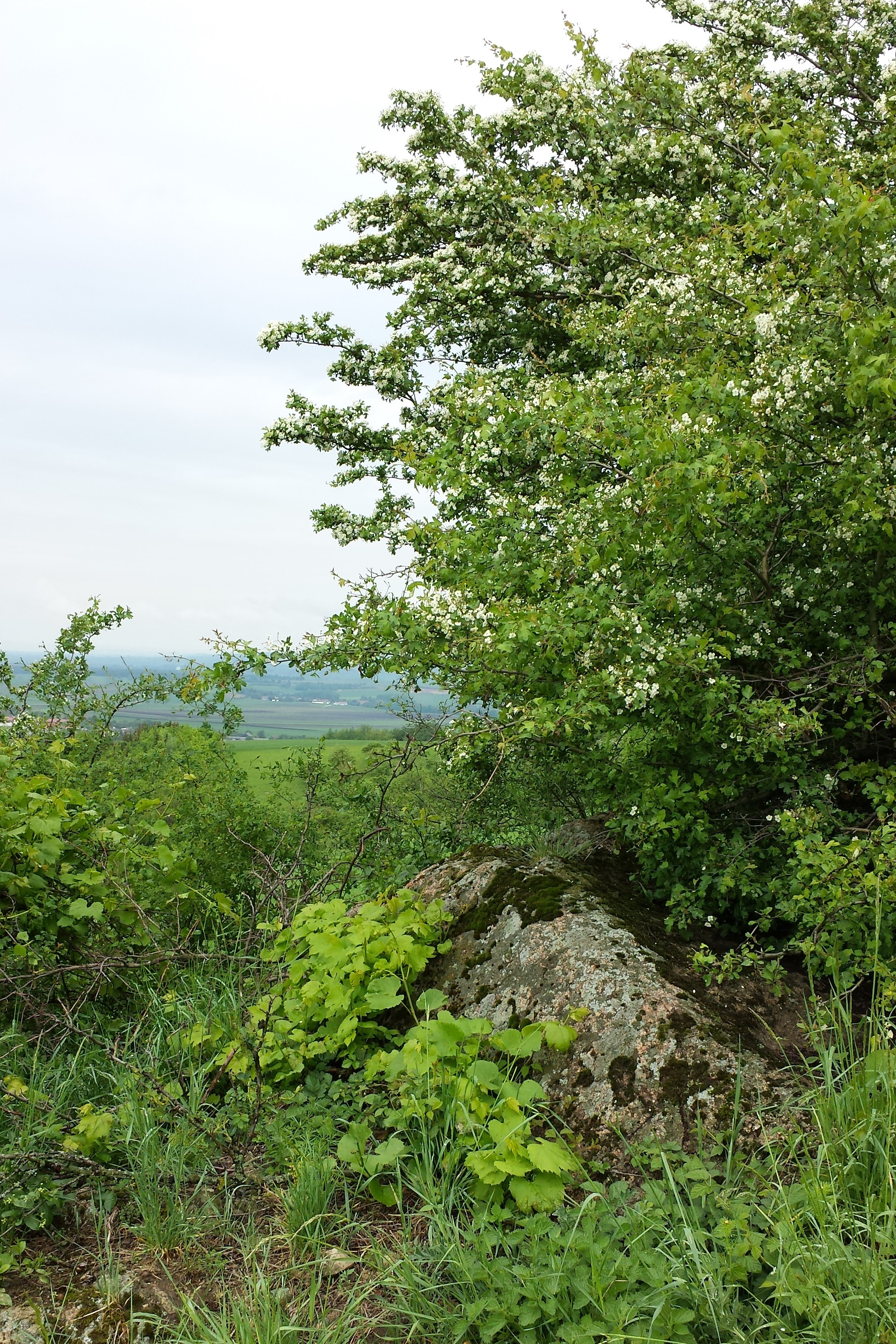
Das Naturdenkmal "Teufelsstein" am Waschberg besteht aus zwei großen Granit-Scherlingen.
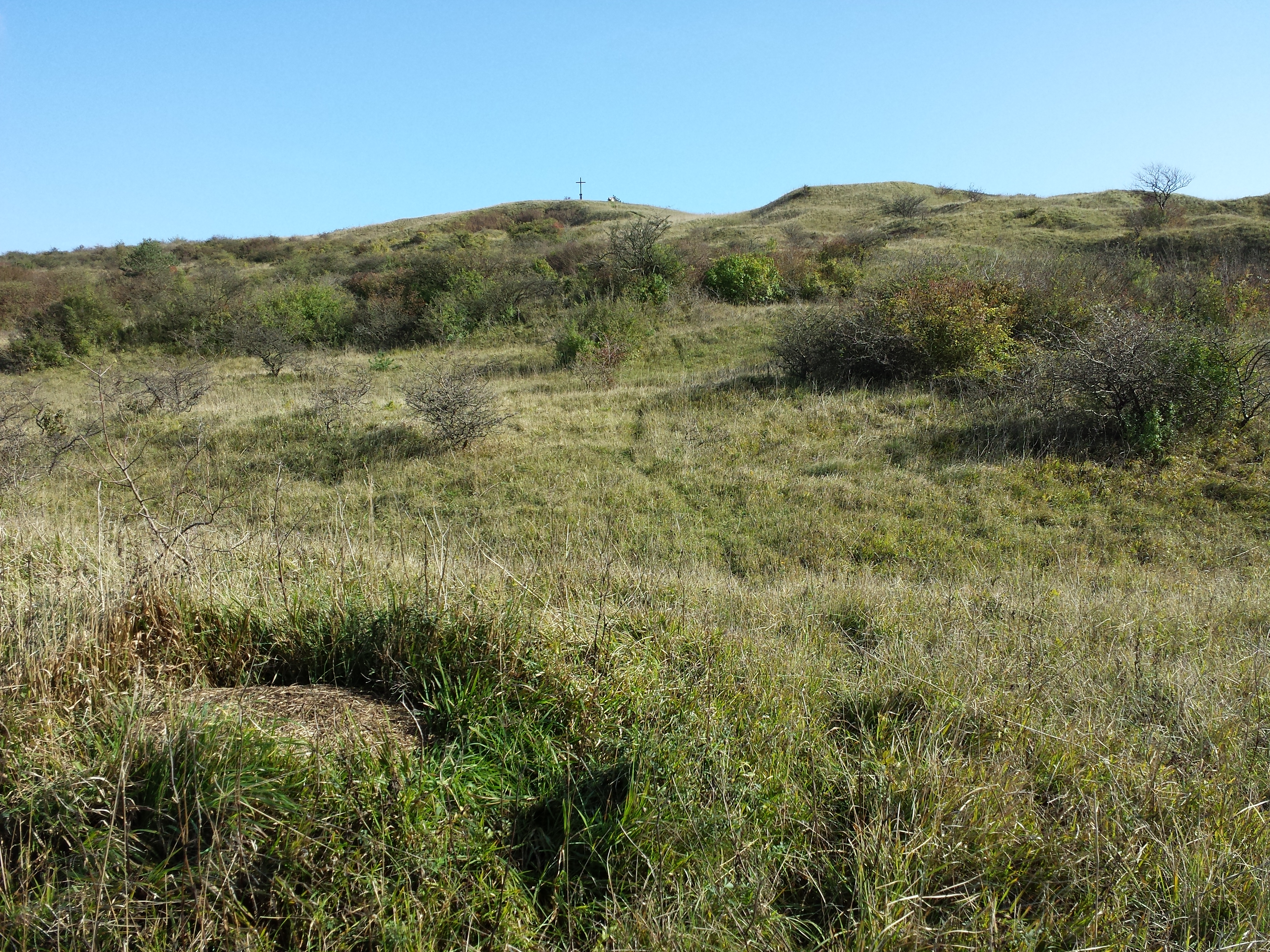
Halbtrockenrasen im Gipfelbereich des Waschbergs.
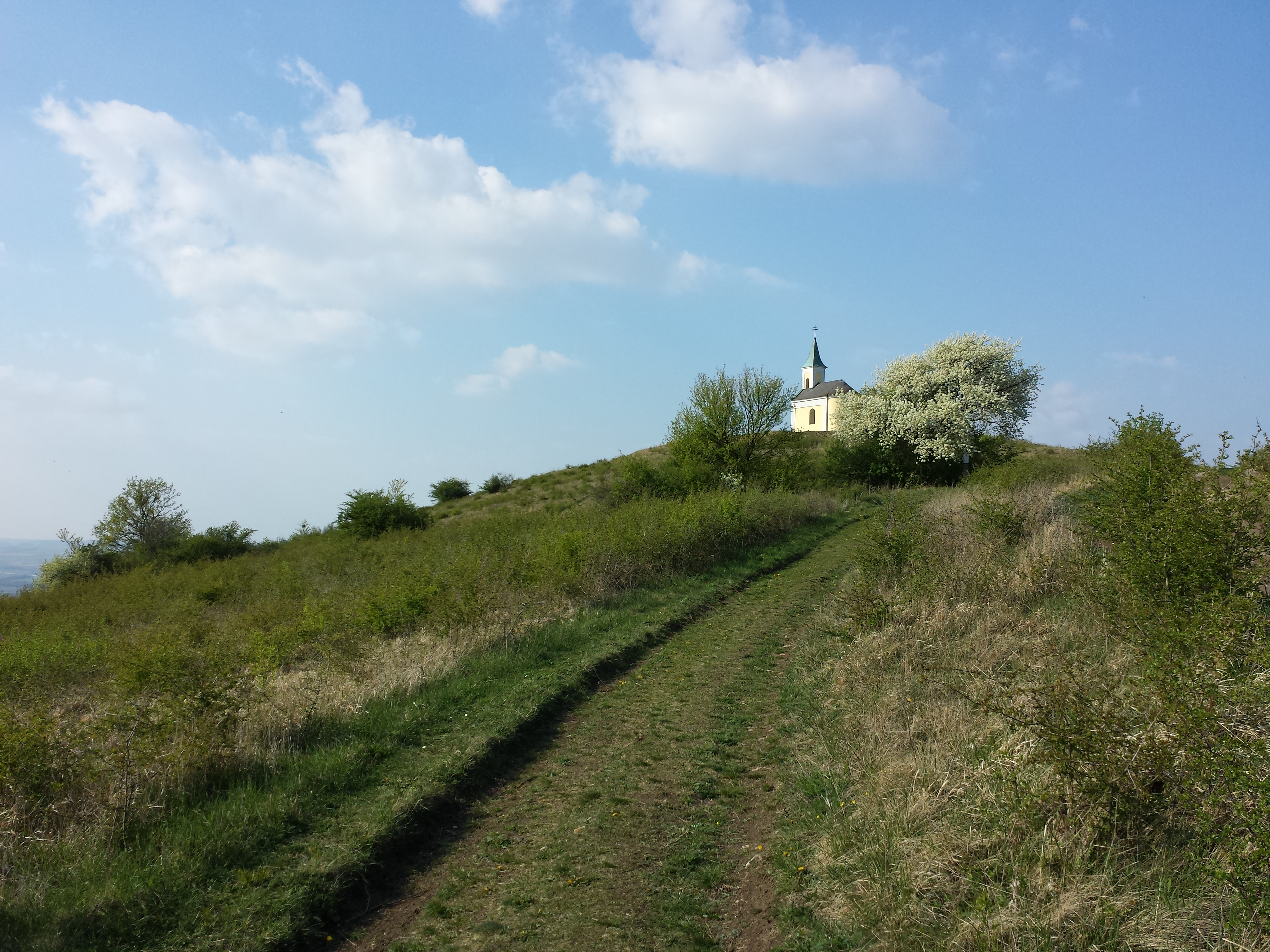
Michelberg bei Stockerau
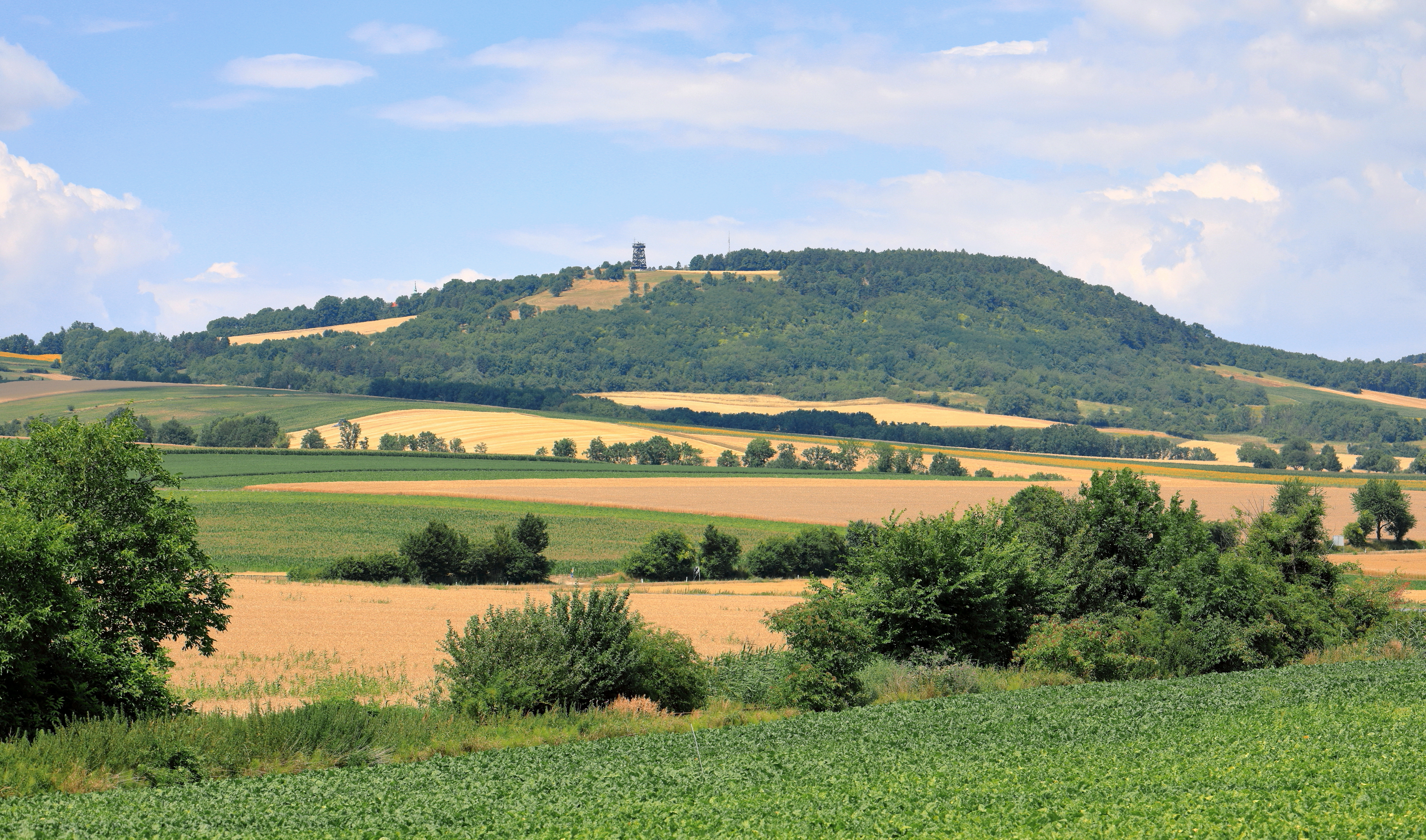
Oberleiser Berg bei Niederleis
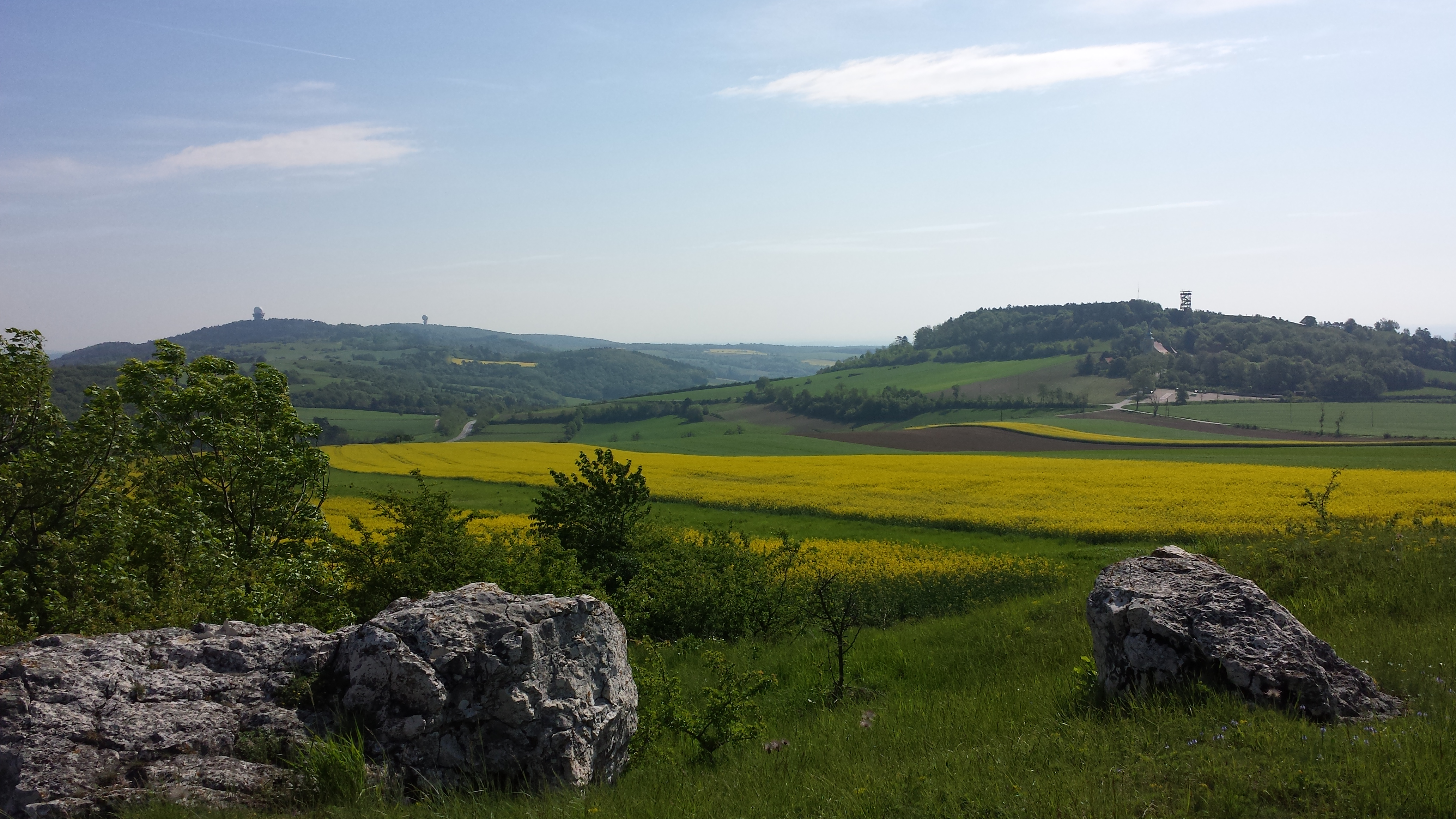
Buschberg, Steinmandl und Oberleiser Berg. Im Vordergrund Durchspießungsklippen aus Kalkstein.
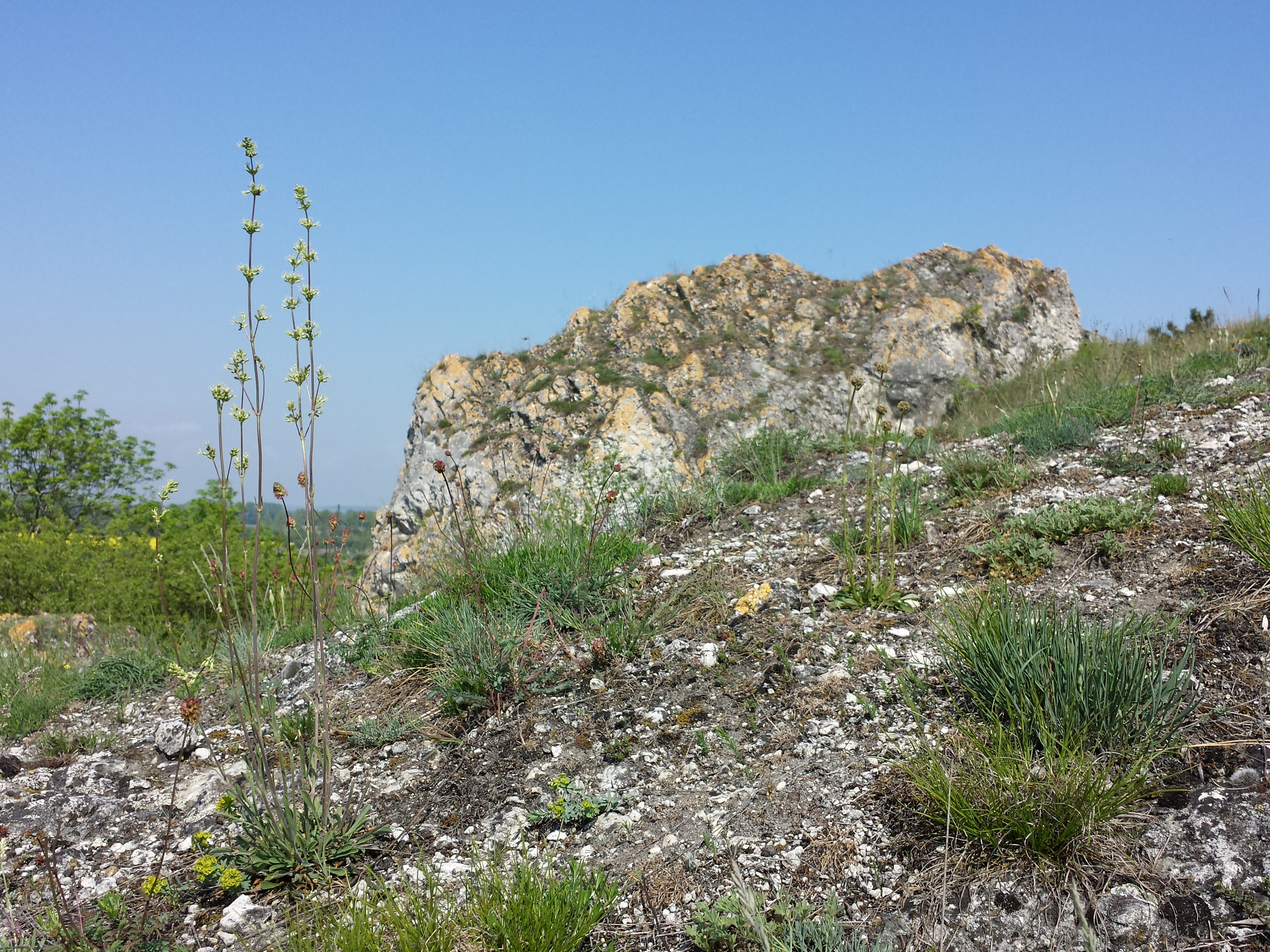
Rasensteppe und Kalksteinfelsen am Šibeničník bei Mikulov
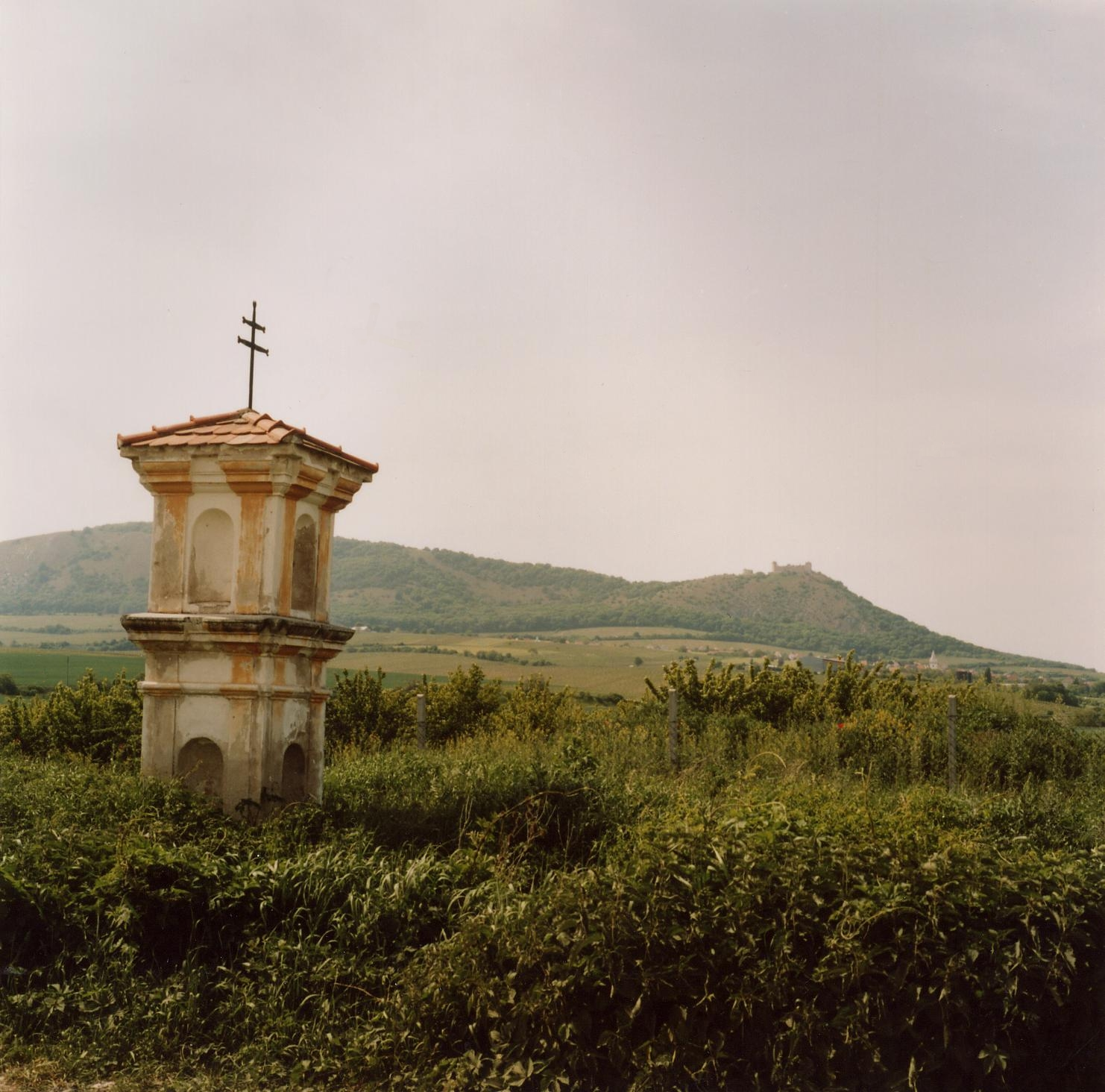
Die Pollauer Berge mit der Ruine  Děvičky